# Élections législatives de 1993 dans le Cantal
Les élections législatives françaises de 1993 se déroulent les 21 et 28 mars 1993. Dans le département du Cantal, deux députés sont à élire dans le cadre de deux circonscriptions.

## Élus
| Circonscription | Député sortant | Parti | Parti    | Député élu ou réélu | Parti | Parti    |
| --------------- | -------------- | ----- | -------- | ------------------- | ----- | -------- |
| 1re             | Yves Coussain  |       | UDF (PR) | Yves Coussain       |       | UDF (PR) |
| 2e              | Pierre Raynal  |       | RPR      | Alain Marleix       |       | RPR      |

## Positionnement des partis
Les candidats d'alliance RPR-UDF et divers droite se présentent sous la bannière de l'Union pour la France et ceux du Parti socialiste derrière l'Alliance des Français pour le Progrès. Par ailleurs, Les Verts et Génération écologie s'unissent sous l'étiquette Entente des écologistes.

## Résultats

### Résultats à l'échelle du département
| Parti          | Parti                                 | Premier tour | Premier tour | Second tour | Second tour | Sièges |
| Parti          | Parti                                 | Voix         | %            | Voix        | %           | Sièges |
| -------------- | ------------------------------------- | ------------ | ------------ | ----------- | ----------- | ------ |
|                | Rassemblement pour la République      | 26 478       | 31,00        |             |             | 1      |
|                | Union pour la démocratie française    | 14 918       | 17,46        | 27 514      | 60,1        | 1      |
|                | Divers droite                         | 8 125        | 9,51         | Retrait     | Retrait     | 0      |
|                | Union pour la France                  | 49 521       | 57,97        | 27 514      | 60,1        | 2      |
|                |                                       |              |              |             |             |        |
|                | Parti socialiste                      | 13 327       | 15,60        | 18 266      | 39,9        | 0      |
|                | Divers gauche (Maj. prés.)            | 4 414        | 5,17         |             |             | 0      |
|                | Alliance des Français pour le progrès | 17 741       | 20,77        | 18 266      | 39,9        | 0      |
|                |                                       |              |              |             |             |        |
|                | Les Verts                             | 3 142        | 3,68         |             |             | 0      |
|                | Génération écologie                   | 871          | 1,02         | 0           |             |        |
|                | Entente des écologistes               | 4 013        | 4,70         |             |             | 0      |
|                |                                       |              |              |             |             |        |
|                | Mouvement républicain et citoyen      | 5 246        | 6,14         |             |             | 0      |
|                | Parti communiste français             | 4 995        | 5,85         | 0           |             |        |
|                | Front national                        | 3 902        | 4,57         | 0           |             |        |
|                |                                       |              |              |             |             |        |
| Inscrits       | Inscrits                              | 125 818      | 100,00       | 63 540      | 100,00      | 2      |
| Abstentions    | Abstentions                           | 36 052       | 28,65        | 14 904      | 23,46       |        |
| Votants        | Votants                               | 89 766       | 71,35        | 48 636      | 76,54       |        |
| Blancs et nuls | Blancs et nuls                        | 4 348        | 4,84         | 2 856       | 5,87        |        |
| Exprimés       | Exprimés                              | 85 418       | 95,16        | 45 780      | 94,13       |        |

### Résultats par circonscription

#### Première circonscription (Aurillac)
| Candidat       | Candidat                    | Parti          | Premier tour | Premier tour | Second tour | Second tour |  |
| Candidat       | Candidat                    | Parti          | Voix         | %            | Voix        | %           |  |
| -------------- | --------------------------- | -------------- | ------------ | ------------ | ----------- | ----------- |  |
|                | Yves Coussain sortant réélu | UDF (PR)       | 14 918       | 33,43        | 27 514      | 60,1        |  |
|                | René Souchon                | PS (ADFP)      | 10 024       | 22,46        | 18 266      | 39,9        |  |
|                | Annie Brunet-Fuster         | diss. RPR      | 8 125        | 18,2         | Retrait     | Retrait     |  |
|                | Yvon Bec                    | MRC            | 5 246        | 11,75        |             |             |  |
|                | Alain Cousin                | PCF            | 2 785        | 6,24         |             |             |  |
|                | Paul Bardot                 | FN             | 1 548        | 3,47         |             |             |  |
|                | Jean-Claude Rocher          | Les Verts      | 1 114        | 2,5          |             |             |  |
|                | Christian Morgo             | GÉ             | 871          | 1,95         |             |             |  |
|                |                             |                |              |              |             |             |  |
| Inscrits       | Inscrits                    | Inscrits       | 63 547       | 100,00       | 63 540      | 100,00      |  |
| Abstentions    | Abstentions                 | Abstentions    | 16 796       | 26,43        | 14 904      | 23,46       |  |
| Votants        | Votants                     | Votants        | 46 751       | 73,57        | 48 636      | 76,54       |  |
| Blancs et nuls | Blancs et nuls              | Blancs et nuls | 2 120        | 4,53         | 2 856       | 5,87        |  |
| Exprimés       | Exprimés                    | Exprimés       | 44 631       | 95,47        | 45 780      | 94,13       |  |

#### Deuxième circonscription (Saint-Flour - Mauriac)
|                | Alain Marleix élu | RPR (UPF)      | 26 478 | 64,92  |  |  |  |
|                | Marc Petitjean    | Divers gauche  | 4 414  | 10,82  |  |  |  |
|                | Laurent Tellier   | PS (ADFP)      | 3 303  | 8,1    |  |  |  |
|                | Alice Brugue      | FN             | 2 354  | 5,77   |  |  |  |
|                | Jean-Pierre Roume | PCF            | 2 210  | 5,42   |  |  |  |
|                | Lionel Feuillas   | Les Verts (EÉ) | 2 028  | 4,97   |  |  |  |
|                |                   |                |        |        |  |  |  |
| Inscrits       | Inscrits          | Inscrits       | 62 271 | 100,00 |  |  |  |
| Abstentions    | Abstentions       | Abstentions    | 19 256 | 30,92  |  |  |  |
| Votants        | Votants           | Votants        | 43 015 | 69,08  |  |  |  |
| Blancs et nuls | Blancs et nuls    | Blancs et nuls | 2 228  | 5,18   |  |  |  |
| Exprimés       | Exprimés          | Exprimés       | 40 787 | 94,82  |  |  |  |